# Ismail Sabri Yaakob
Ismail Sabri Yaakob (Temerloh, 18 gennaio 1960) è un politico malese, primo ministro della Malaysia dal 2021 al 2022.
Ha inoltre ricoperto più volte la carica di ministro.

## Biografia

### Studi e carriera legale
Ismail Sabri Yaakob nasce a Temerloh nel 1960. Quando frequentava le elementari, faceva il venditore di limoni sul ciglio della strada e pesce al mercato Pekan Sehari. Dopo essersi diplomato, ha continuato i suoi studi presso l'Università di Malaya laureandosi in giurisprudenza nel 1980.
Iniziata la carriera in ambito legale, si avvicina anche alla politica, diventando membro del consiglio distrettuale di Temerloh nel 1987 e membro del consiglio municipale nel 1996. Nel 1995 è stato nominato segretario politico del ministro della cultura, delle arti e del turismo Sabbauddin Chik. È stato presidente del Complesso sportivo di Kuala Lumpur.

### Carriera politica
Yaakob viene eletto per la prima volta in Parlamento alle elezioni del 2004. Riconfermato deputato nel 2008, viene nominato dal primo ministro Abdullah Ahmad Badawi come ministro della gioventù e dello sport nel suo terzo gabinetto. L'anno successivo venne nominato dal nuovo primo ministro Najib Razak come ministro del commercio e del costo della vita, carica che manterrà fino al 2013, anno in cui il suo ministero passa a quello dell'agricoltura prima (2013-2015) e a quello dello sviluppo rurale in seguito (2015-2018).
Nel 2020 viene indicato dal nuovo primo ministro Muhyiddin Yassin come ministro della difesa.

### Primo ministro (2021-2022)
Nell'agosto 2021 viene nominato dal monarca Abdullah di Pahang come nuovo primo ministro della Malaysia dopo aver ottenuto la fiducia della maggioranza in Parlamento, con un totale di 114 dei 220 membri del Dewan Rakyat.
Ha prestato formalmente giuramento come Primo Ministro all'Istana Negara il 21 agosto 2021. È la terza persona ad essere nominata Primo Ministro durante il tumultuoso periodo del 14° Parlamento malese, che ha visto il maggior turnover di primi ministri in un singolo mandato. Con la sua nomina a primo ministro, il Barisan Nasional (BN) e l'Organizzazione Nazionale dei Malesi Uniti (UMNO), che hanno dominato la politica della Malesia per più di sessant'anni dall'indipendenza nel 1957 al 2018, sono tornati al potere e hanno riconquistato la carica di premier per guidare l'amministrazione.
Nel 2022 è candidato ad un mandato intero in vista delle elezioni parlamentari. Tuttavia, il 19 novembre la sua coalizione si è posizionata al terzo posto con il 23,40% delle preferenze ha subito una pesante sconfitta alle elezioni. La coalizione ha dato la sua peggiore prestazione elettorale di sempre, conquistando solo 30 seggi e perdendone molti, comprese le roccaforti. Nonostante ciò, è stato rieletto deputato per il quinto mandato. Dopo una serie di consultazioni, il re Abdullah di Pahang affidò l'incarico di formare un nuovo governo a Anwar Ibrahim, che prestò giuramento il 24 novembre.